# Johannes Bitter

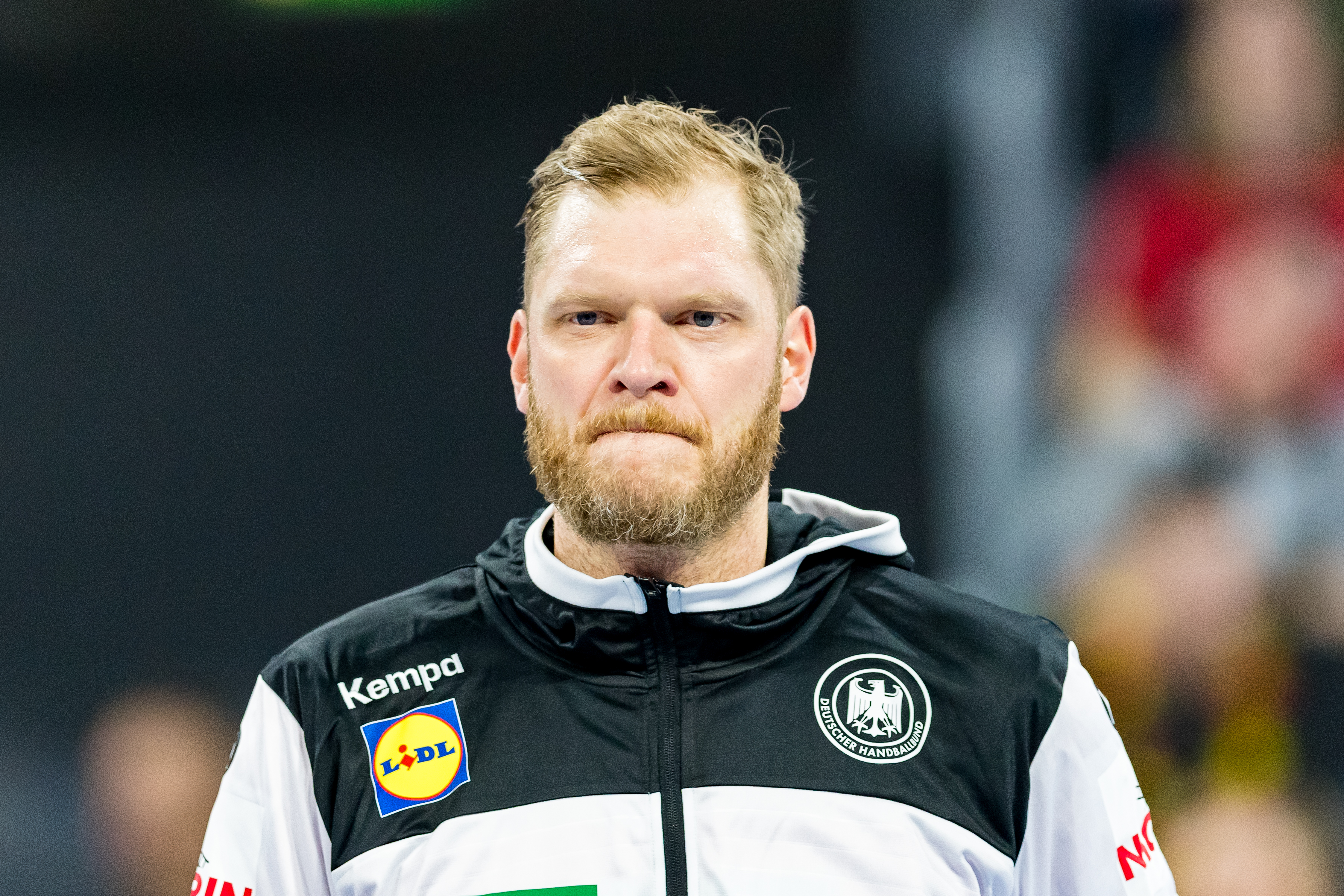
Johannes Bitter, 2020.

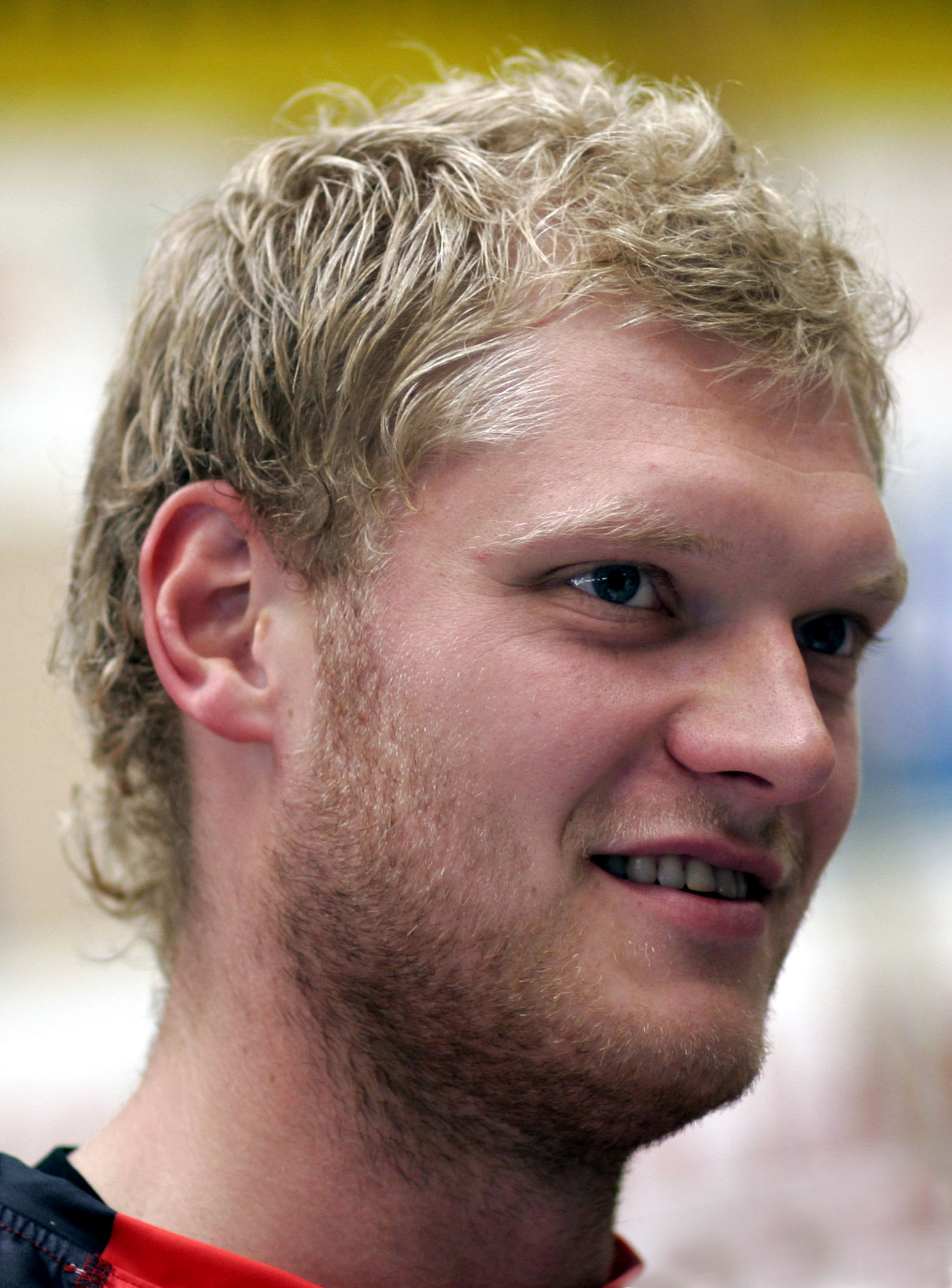
Johannes Bitter, 2007.

Johannes Bitter, född 2 september 1982 i Oldenburg, är en tysk handbollsmålvakt.
Mellan 2002 och 2022 spelade han 175 landskamper för det tyska landslaget.

## Klubbar
- HSG Neuenburg/Bockhorn (1989–1999)
- SG VTB Altjührden (1999–2002)
- Wilhelmshavener HV (2002–2003)
- SC Magdeburg (2003–2007)
- HSV Hamburg (2007–2016)
- TVB Stuttgart (2016–2021)
- HSV Hamburg (2021–)

## Meriter i urval
- VM-guld 2007 med Tysklands landslag
- Champions League-mästare 2013 med HSV Hamburg
- EHF-cupmästare 2007 med SC Magdeburg
- Tysk mästare 2011 med HSV Hamburg
- Tysk cupmästare 2010 med HSV Hamburg